# 五虎湯
五虎湯（ごことう）とは漢方薬の一種で、麻杏甘石湯に桑白皮を加えた漢方薬である。
出典は明代の『万病回春』。
五種類の生薬を用い、五臓の肺の守護神が白虎であることから五虎湯と名付けられた。

## 構成生薬
石膏（セッコウ） 10.0
麻黄（マオウ） 4.0
杏仁（キョウニン） 4.0
甘草（カンゾウ） 2.0
桑白皮（ソウハクヒ） 2.0

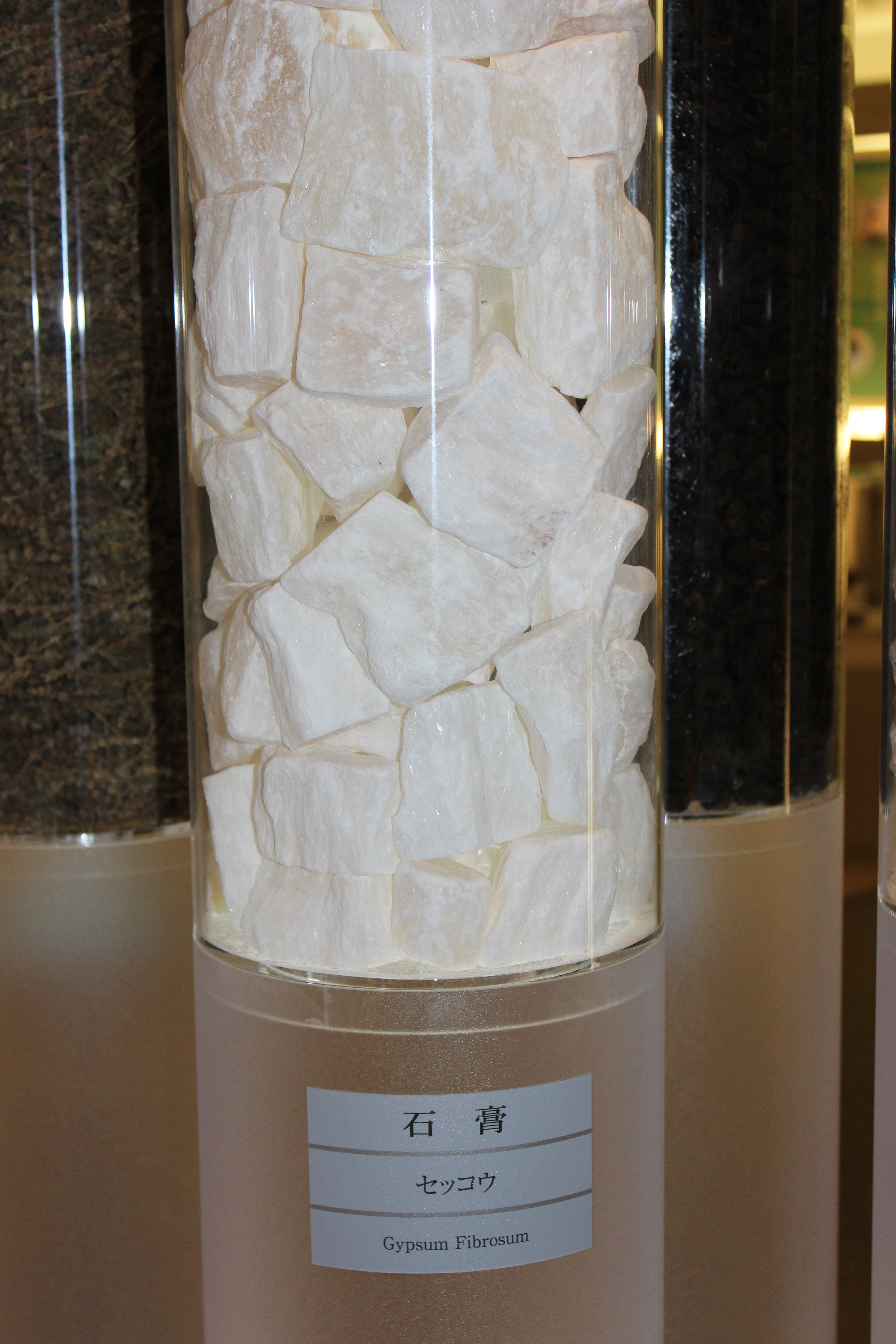
石膏
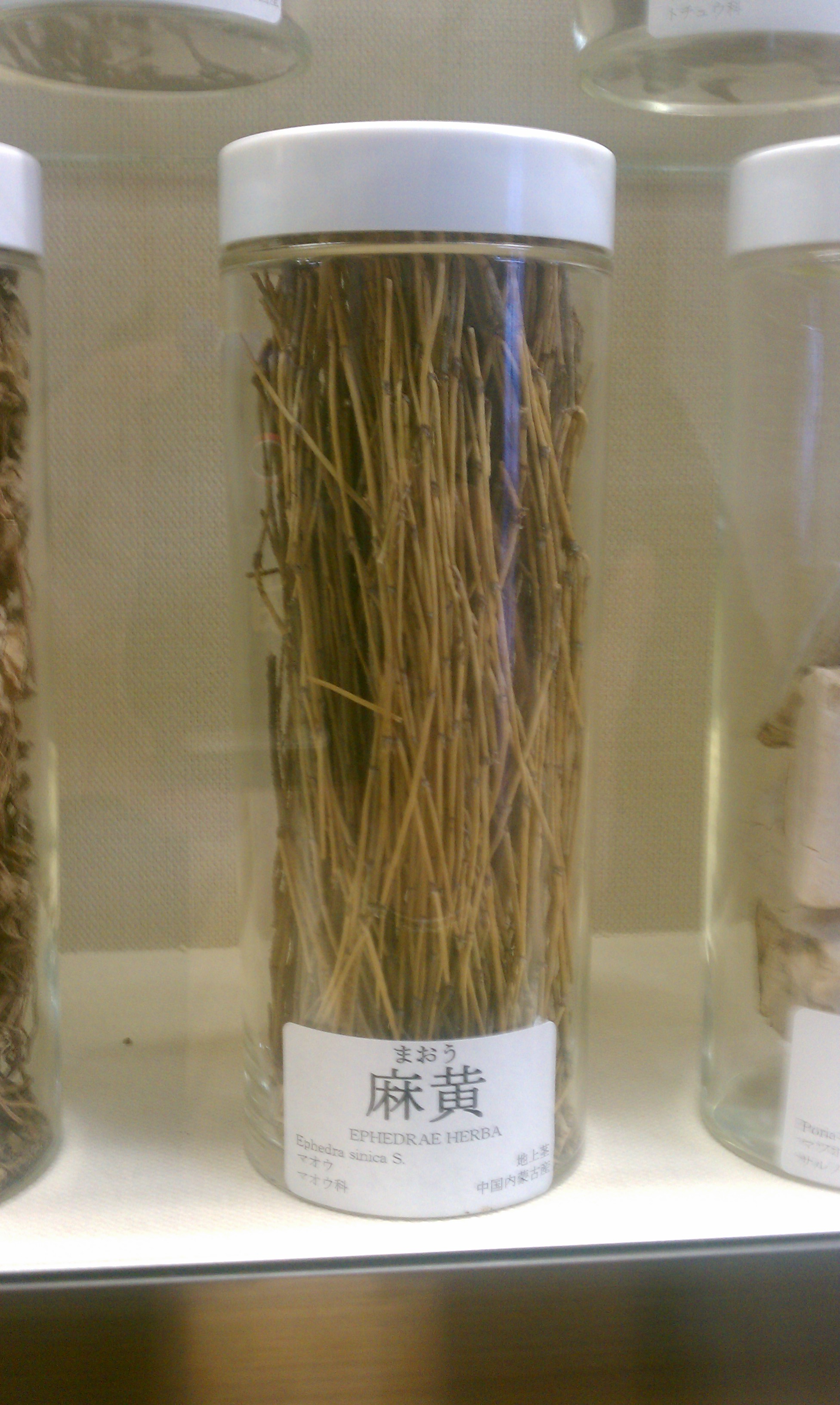
麻黄
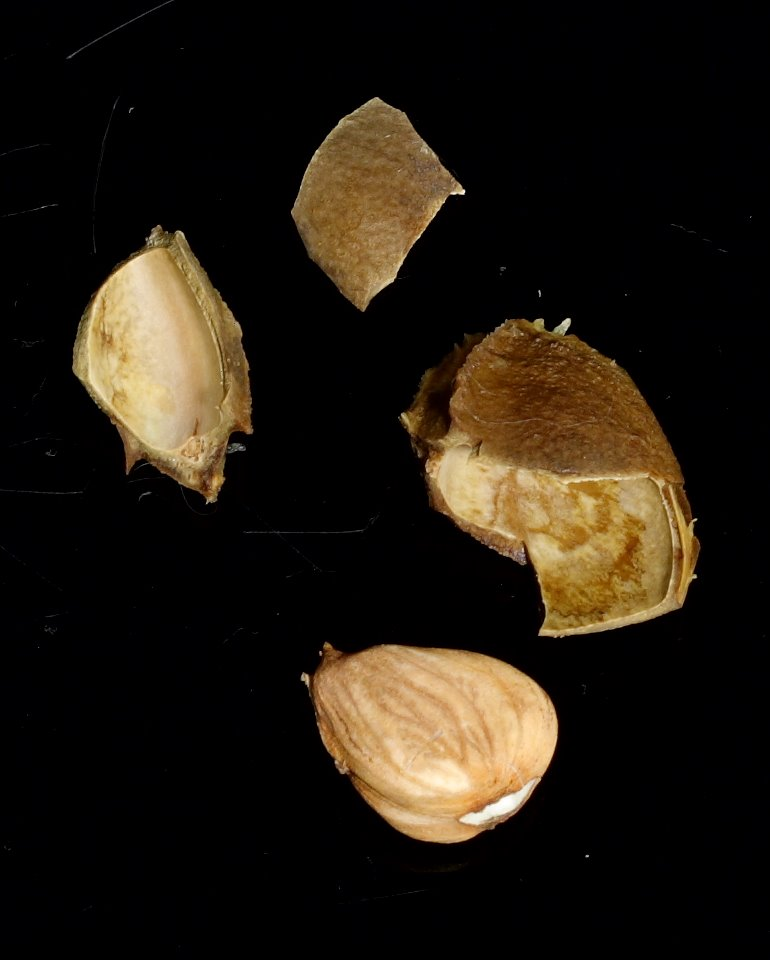
杏仁
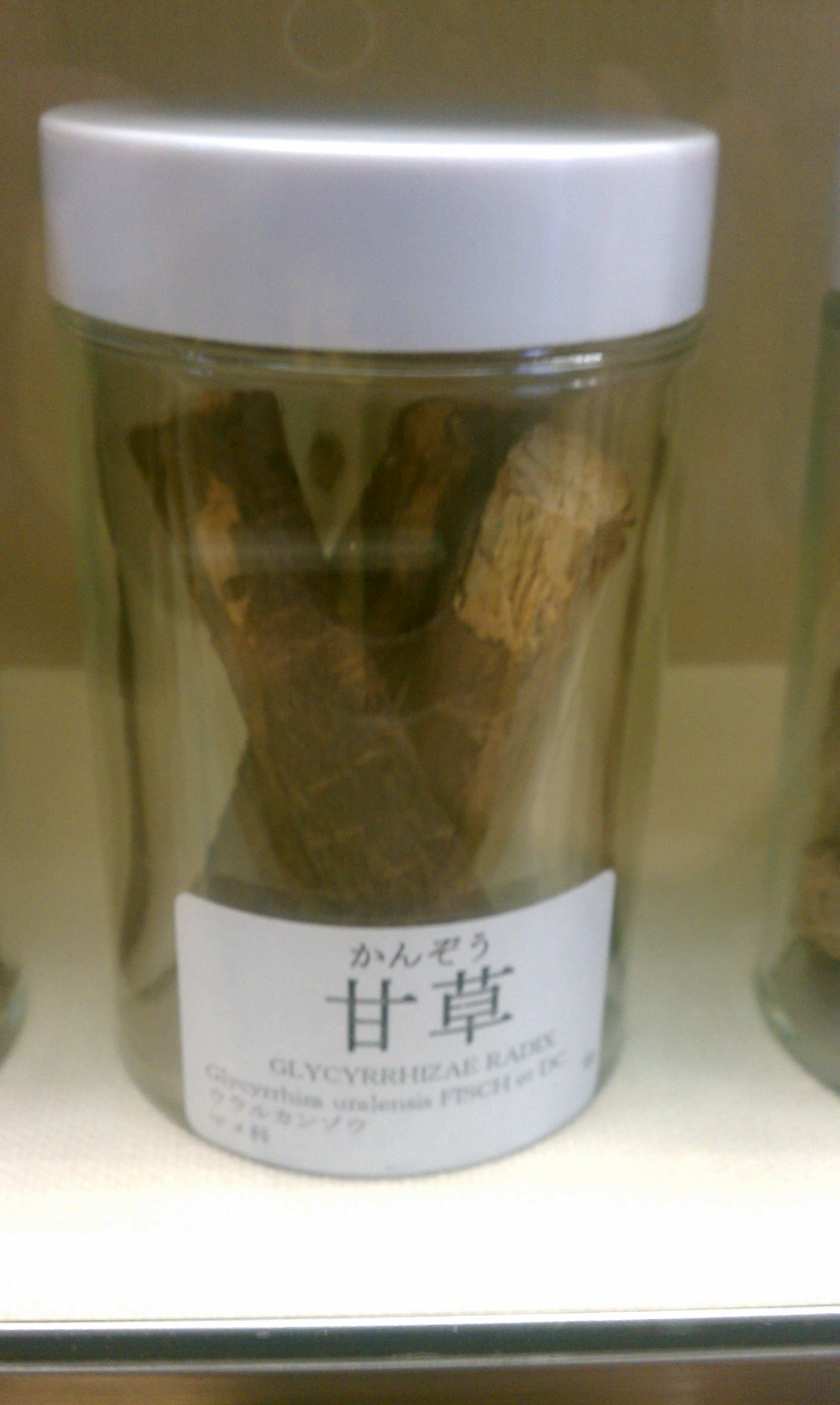
甘草
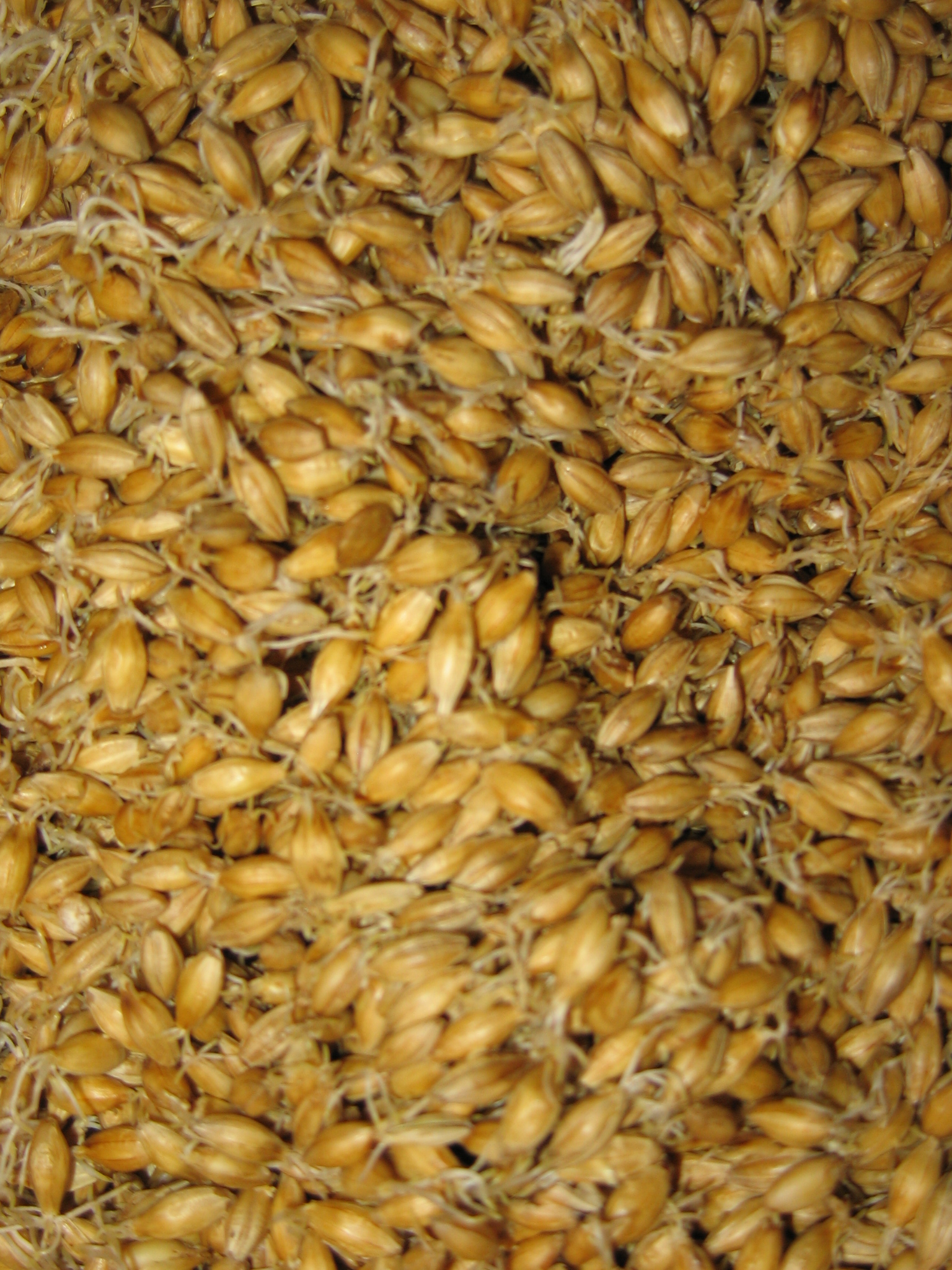
桑白皮

## 用法
成人に1日6.0gを2～3回に分割し、食前又は食間に経口投与する。
中間証の人に用い、一般に高齢者や虚弱な人には用いない。
妊婦、授乳婦に対する安全性は確立されておらず、危険性より有効性が上回ると判断されるときのみ使用する。

## 適応症
感冒、気管支喘息、急・慢性気管支炎、気管支拡張症など喘鳴、呼吸困難を伴う激しいせきで、口渇や発汗が認められるものに使用する。

## 副作用
偽アルドステロン症、ミオパシー、不眠、動悸、頻脈、発汗過多、精神興奮、胃の不快感、食欲不振、悪心、嘔吐、下痢、発疹、かゆみ、排尿障害

## 併用注意
エフェドリン含有製剤
MAO阻害剤
カテコールアミン製剤
甲状腺製剤

## その他注意
- 小児等に対する安全性は使用実績が少ないため確立されていない。
- 吸湿性があるので開封後の取り扱いに注意する。